# Tyrese Rice
Tyrese Rice   (Richmond, 15 de maig de 1987) és un jugador de bàsquet nord-americà, nacionalitzat montenegrí. Amb 1.86 metres d'alçada, juga en la posició de base.
Des del 2020 pertany a la plantilla de l'AEK Atenes BC de l'A1 Ethniki.